# Emphytoecia alboliturata
Emphytoecia alboliturata là một loài bọ cánh cứng trong họ Cerambycidae.